# Tamba coeruleobasis
Tamba coeruleobasis là một loài bướm đêm trong họ Noctuidae.